# Pfahlbausiedlung von Bor di Pacengo
Koordinaten: 45° 28′ 23,8″ N, 10° 42′ 54,2″ O
Die Pfahlbausiedlung von Bor di Pacengo (italienisch Sito palafitticolo di Bor di Pacengo) war eine bronzezeitliche Seeufersiedlung am Gardasee. Ihre Reste liegen auf dem Gebiet der italienischen Gemeinde Lazise in der Fraktion Pacengo am südöstlichen Ufer des Gardasees. Sie gilt als assoziierte Station mit der Referenznummer IT-VN-01 der 111 Prähistorischen Pfahlbauten um die Alpen, die 2011 in die Liste des UNESCO-Welterbes aufgenommen wurden. Sie wurde als bedeutend für die Erforschung der Pfahlbauten eingestuft, wegen des lückenhaften Forschungsstands wurde sie jedoch nicht in die die Liste des UNESCO-Welterbes aufgenommen.

## Entdeckung
Nachdem der Schweizer Altertumsforscher Ferdinand Keller die erste Pfahlbausiedlung in Meilen am Zürichsee entdeckt hatte und man zufällig Reste der Pfahlbausiedlung von Bacino Marina bei Peschiera del Garda gefunden hatte, suchte man gezielt nach weiteren Siedlungen. 1864 fand der Chemiker und Naturforscher Giuseppe Alberti aus Colà drei Siedlungsstandorte bei Lazise: Porto di Pacengo, Bor di Pacengo und Villa Bagatta. Alberti sammelte verschiedene Funde aus der Siedlung von Bor di Pacengo. Zwischen 1893 und 1895 untersuchten die Brüder Arrigo und Gustavo Balladoro aus Verona die Stelzensiedlung und fanden Gegenstände aus Bronze, Keramik und Knochen. Diese Funde wurden 1921 dem Museum in Verona übergeben. In den Jahren 1959–1960 erfasste Francesco Zorzi die Pfähle für das Museo Civico di Storia Naturale di Verona. Eine letzte Untersuchung der Stätte erfolgte 2008.

## Beschreibung
Die Pfahlbausiedlung von Bor di Pacengo lag südlich des Stegs von Lungolago Riare und erstreckte sich nach Aussage von Giuseppe Alberti bis zu 400 Fuß, also etwa 120 m, in den See. Die Nord-Süd-Ausdehnung soll etwa 450 Fuß, also etwa 150 m, betragen haben und die Pfähle, die etwa 0,10 m senkrecht aus dem Boden ragen, sollen einen mittleren Durchmesser von 0,25 m haben. Alberti schätzte die Anzahl der Pfähle auf 500, und sie sollen meist einen Abstand von 1 bis 2 m voneinander gehabt haben, ausnahmsweise soll der Abstand auch nur bis zu 0,5 m betragen haben. Bei jüngeren Untersuchungen entdeckte man nur noch etwa 245 Pfähle mit einem Durchmesser zwischen 0,15 und 0,35 m, die etwa 100 m vom Ufer entfernt sind. Drei dicht beieinander liegende Pfahlreihen verlaufen parallel von der Siedlung in Richtung Ufer. Hierbei handelt es sich vermutlich um einen Steg, der die Siedlung mit dem Festland verband. Um die 1,08 ha große Stätte wurde eine 3,12 ha große Pufferzone definiert, in der das Ankern zum Schutz der Siedlung verboten ist.
Man fand Werkzeuge aus Feuerstein, Tierknochen und Bronze und Scherben von Keramikgefäßen. Aus der großen Anzahl an Bronzeartefakten, die man hier fand, schließt man, dass Bor die Pacengo ein wichtiges Zentrum zur Metallverarbeitung war. Die Siedlungsreste reichen von der Früh- über die Mittel- bis zur Spätbronzezeit. Die Funde aus der Frühbronzezeit 2 und der Frühmittelbronzezeit sind bedeutend, weshalb manche Wissenschaftler diese Zeit im Gardasee-Umfeld auch als Bor-Zeit bezeichnen.
Aus der Frühbronzezeit (2100–1650 v. Chr.) fand man Dolchklingen und Äxte aus Bronze und eine Bronzenadel mit sechseckigem, durchbohrtem Kopf und Keramikscherben. Aus der mittleren Bronzezeit (1650–1450 v. Chr.) fand man kleine Dolchklingen, die beim Weben verwendet wurden, Äxte aus Bronze, zahlreiche Bronzenadeln und Keramikscherben. Außerdem fand man ein Brotlaibidol aus grauem Stein. Ein weiteres Brotlaibidol, das dokumentiert wurde, konnte im Naturhistorischen Museum von Verona nicht mehr aufgefunden werden. Möglicherweise stammte dieses auch aus der mittleren Bronzezeit. Eine Axt, zwei Anhänger und eine Nadel werden in die Spätbronzezeit datiert. Weitere Funde aus der Bronzezeit, die jedoch nicht genauer datiert werden können, sind eine Sanduhrkopfnadeln vom Typ Porto di Pacengo, Harpunenspitzen und zwei Doppelspiralanhänger.
Die Funde befinden sich im Museo Archeologico Nazionale di Verona und im Museo civico di Storia Naturale in Verona.